# Fédération de football des Comores

Ancien logo

La Fédération de football des Comores est une association regroupant les clubs de football de l'union des Comores et organisant les compétitions nationales et les matchs internationaux de la sélection des Comores.

## Histoire
La Fédération comorienne de football (FCF) est fondée en 1979. Elle est affiliée à la Fédération internationale de football association (FIFA) depuis 2005 et est membre de la Confédération africaine de football (CAF) depuis 2000, ainsi que de l'Union des associations de football arabe (UAFA), du Council of Southern Africa Football Associations (COSAFA) et de l'Union des fédérations de football de l'océan Indien (UFFOI).
La fédération est renommée Fédération de football des Comores (FFC) en 2013.

## Liste des présidents
- 1997-novembre 2017 : Salim Tourqui[2],[3]
- février 2018-août 2019 : Saïd Ali Saïd Athouman[4]
- août-novembre 2019 : Omar Ben Hassane Ali (intérim)[5]
- novembre 2019-février 2021 : Kanizat Ibrahim (Comité de normalisation de la FIFA)[6],[7]
- depuis février 2021 : Saïd Ali Saïd Athouman[8]